# Haw River (Karolina Północna)
Haw River – miasto w Stanach Zjednoczonych, w stanie Karolina Północna, w hrabstwie Alamance.